# Benzolhexol-triszoxalát
A benzolhexol-triszoxalát, más néven hexahidroxibenzol-triszoxalát a benzolhexol és az oxálsav hatszoros észtere: három oxálsavmolekula alkot észtert a benzolhexol két-két hidroxilcsoportjával.
A szén egyik oxidja (C12O12). A vegyületet először H. S. Verter és R. Dominic írta le 1967-ben.

## Fordítás
Ez a szócikk részben vagy egészben  a   Hexahydroxybenzene trisoxalate című angol Wikipédia-szócikk ezen változatának fordításán alapul.  Az eredeti cikk szerkesztőit annak laptörténete sorolja fel. Ez a jelzés csupán a megfogalmazás eredetét és a szerzői jogokat jelzi, nem szolgál a cikkben szereplő információk forrásmegjelöléseként.